# Scrobipalpa suaedella
Scrobipalpa suaedella is een vlinder uit de familie tastermotten (Gelechiidae). De wetenschappelijke naam is voor het eerst geldig gepubliceerd in 1893 door Richardson.
De soort komt voor in Europa.